# 帕里早熟禾
帕里早熟禾（学名：Poa phariana）为禾本科早熟禾属下的一个种。